# 서울 진관사 칠성각
서울 진관사 칠성각(서울 津寬寺 七星閣)은 서울특별시 은평구 진관동, 진관사에 있는 대한제국시대의 건축물이다. 2006년 10월 19일 서울특별시의 문화재자료 제33호로 지정되었다.

## 지정 사유
불단(佛壇)이나 보살단(菩薩壇)에 속하는 건축물들을 제외하고 신중단(神衆壇)에 속하는 건축물로서는 서울 시내에 현존하는 예 중 현재까지 알려진 것으로는 건립연대가 가장 오래되었다. 그리고 19세기 후반~20세기 초 서울･경기 지역 사찰 건물들에게서 특징적으로 나타나는 화방벽(火防壁)이 설치되는 등 건물들이 창건될 당시의 시대적,지역적 특성을 잘 보여주고 있다.한국전쟁을 거쳤음에도 원형 또한 비교적 양호하게 유지되고 있다.건축수법과 규모면에서 유형문화재로 지정할 정도는 아니나 향토문화 계승 차원에서 보존 가치가 있으므로 서울특별시 문화재자료로 지정,보존한다.

## 참고 자료
- 진관사칠성각 - 국가유산청 국가유산포털